# Franciszek Bajor
Franciszek Bajor (ur. 10 stycznia 1921 w Orzelcu Małym, zm. 5 sierpnia 2002) – polski nauczyciel, poseł na Sejm PRL VI kadencji.

## Życiorys
Uzyskał wykształcenie wyższe niepełne. Podczas II wojny światowej walczył w Batalionach Chłopskich. Po wojnie ukończył kurs nauczycielski w Szczekocinach, a następnie uczęszczał do Studium Nauczycielskiego w Kielcach. Pracował jako nauczyciel (a także kierownik) w kilku szkołach w powiecie buskim. Był także dyrektorem Szkoły Podstawowej nr 2 w Chmielniku.
W 1948 przystąpił do Stronnictwa Ludowego, a w 1949 wraz z nim do Zjednoczonego Stronnictwa Ludowego. Zasiadał w Powiatowej Komisji Oświaty i Kultury w Busku-Zdroju. Był wiceprezesem Zarządu Oddziału Powiatowego Związku Nauczycielstwa Polskiego w Busku-Zdroju. W 1972 uzyskał mandat posła na Sejm PRL w okręgu Busko-Zdrój. W Sejmie zasiadał w Komisji Oświaty i Wychowania.
Został pochowany na cmentarzu parafialnym w Chmielniku.

## Odznaczenia
- Złota Odznaka ZNP